# Tétras lyre
 (mai 2016).
Si vous disposez d'ouvrages ou d'articles de référence ou si vous connaissez des sites web de qualité traitant du thème abordé ici, merci de compléter l'article en donnant les références utiles à sa vérifiabilité et en les liant à la section « Notes et références ».
Lyrurus tetrix
Espèce
Statut de conservation UICN

 LC  : Préoccupation mineure

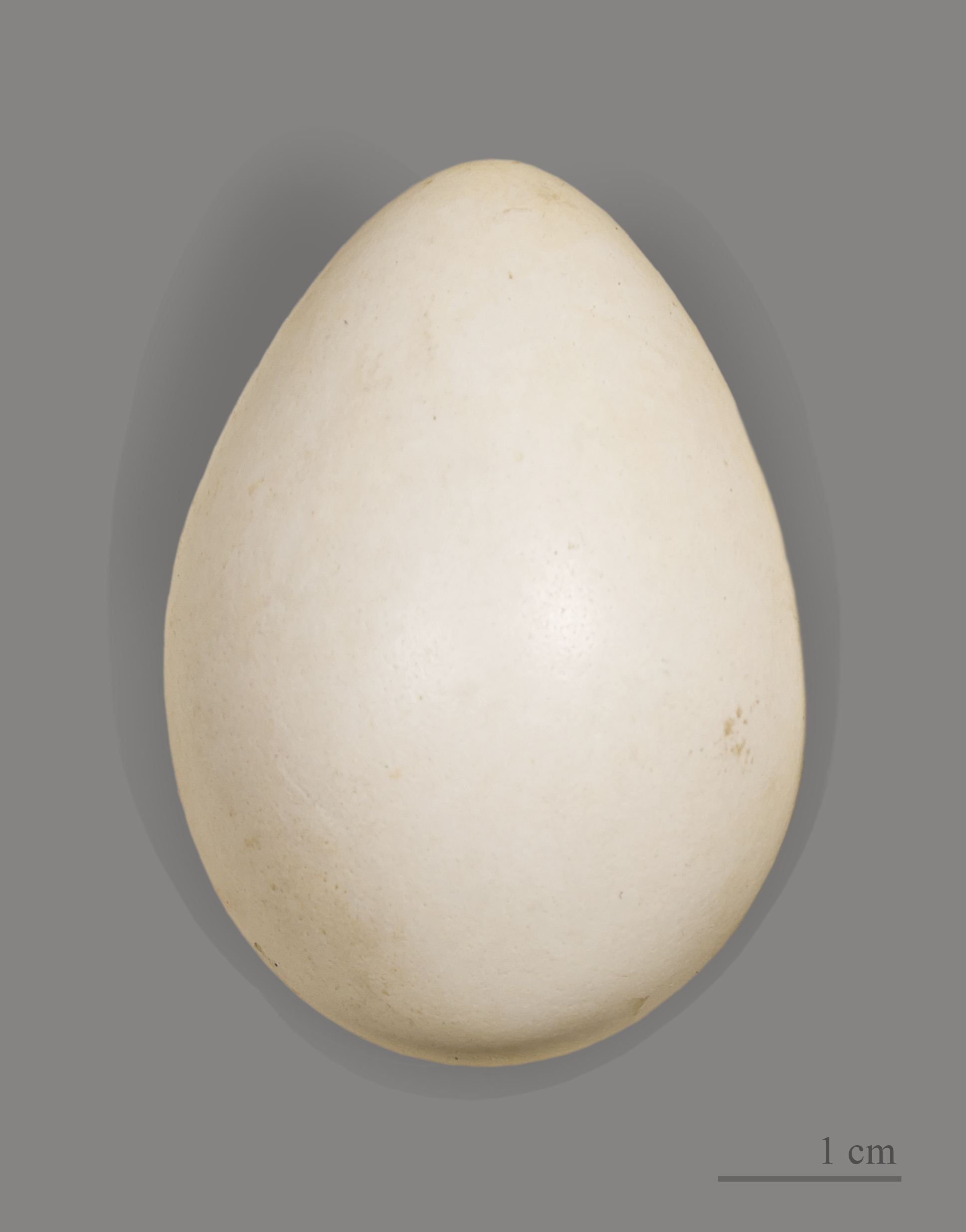
Tetrao tetrix tetrix, œuf, muséum de Toulouse.

Le Tétras lyre (Lyrurus tetrix anciennement Tetrao tetrix), est également appelé coq des bouleaux ou petit coq de bruyère (par opposition au grand tétras). C'est une espèce d'oiseaux sédentaire, symbole des Alpes européennes. Sa distribution est nordique et boréo-montagnarde.

## Description
- Taille : femelle (ou poule) 50–53 cm ; mâle (ou coq) : 60 cm
- Envergure :  65 à 80 cm
- Poids : poule : 700 à 850 g ; coq adulte : 1 100 à 1 500 g
- Longévité : 6 à 9 ans environ
- Mâle : noir à reflets bleus, ses ailes sont brun-noir avec une petite barre blanche. Le dessous des ailes et de la queue sont blancs. La queue se termine en forme de lyre, d'où son nom. Les pattes sont courtes et emplumées. Au-dessus de l'œil, une caroncule rouge, de taille variable, très développée au printemps, surmonte un bec court.
- Femelle : Livrée brune et roussâtre barrée de noir, de blanc et de gris. La queue est légèrement fourchue.
- Juvénile ressemble à la femelle.
- Les doigts des pattes ont une frange d'écailles cornées qui agissent comme des raquettes et évitent à l'oiseau de s'enfoncer dans la neige fraîche.

## Comportement
En hiver il se construit des sortes d'igloo dans la neige, où la température reste à environ 4 °C. Ce comportement peut être perturbé ou rendu impossible dans certaines zones de pratique du ski ou d'autres sports d'hiver (raquette, randonnée).

### Alimentation
Majoritairement végétarien, se nourrissant de feuilles, de bourgeons, de graines, de fleurs et de baies, il complète son alimentation avec des insectes, des araignées et des invertébrés.

### Comportement social
C'est un oiseau sédentaire, polygame et sociable toute l'année.

#### Chant
« Éternuement » sonore tiou - ouiich. Roucoulements graves, rapides et prolongés lors des parades nuptiales.

### Reproduction

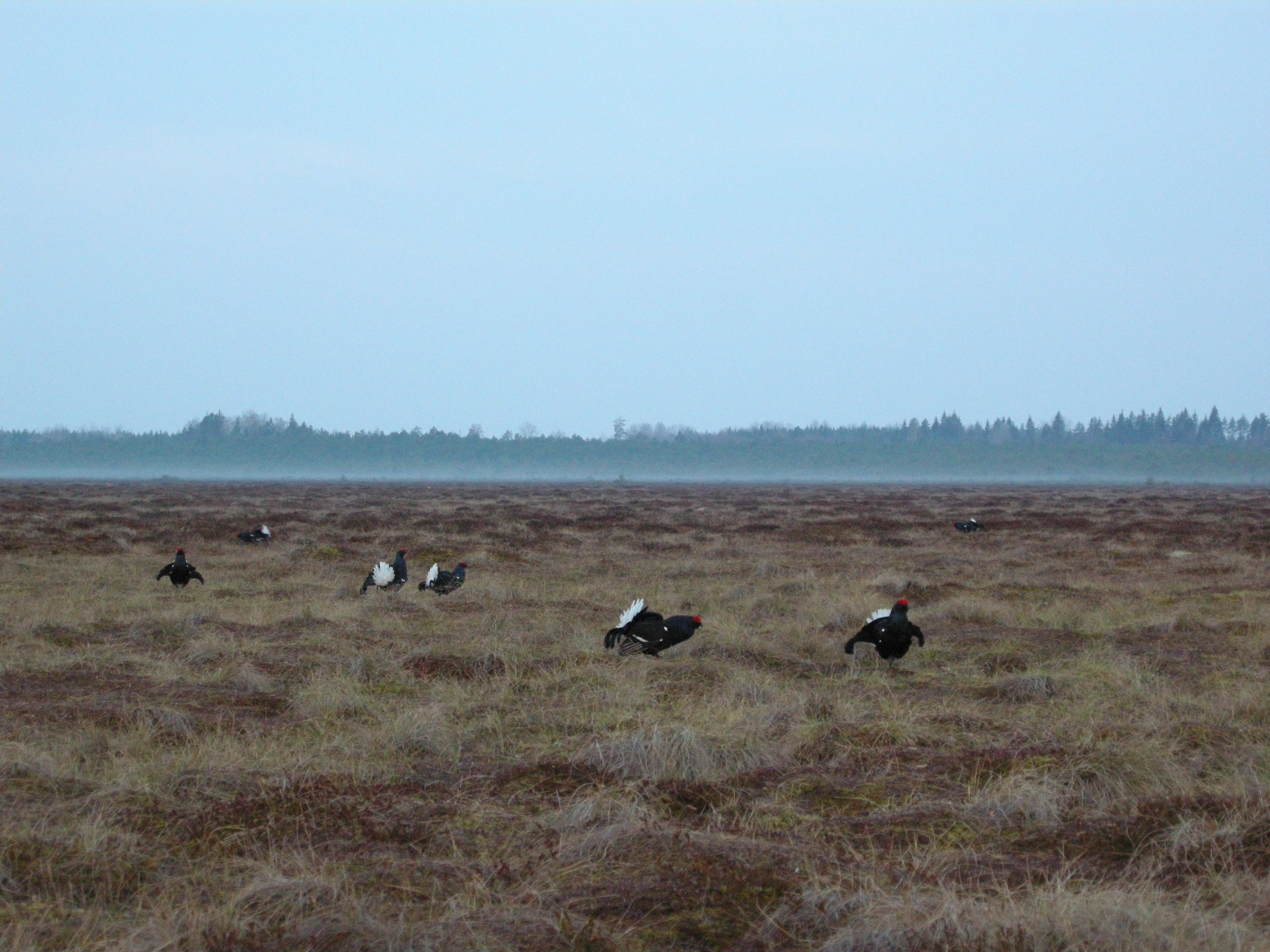
Pour se reproduire, les Tétras lyre mâles se regroupent et paradent sur des leks, où les femelles viennent choisir un partenaire, ici dans la province d'Uppland en Suède.

#### Parade
Le tétras-lyre est surtout célèbre pour ses parades nuptiales printanières. Les mâles se retrouvent tous les ans, aux mois de mars, avril, mai et début juin sur des espaces dégagés d’arbres, plateaux ou tourbières appelées lek (ou aire de parade). Au centre de cet emplacement se trouve l’arène où les coqs paradent, chantent, se mesurent ; les gestes et les allures ont tous une signification bien précise : provocation, domination…

#### Nidification
Pendant ce temps les poules vagabondent d’une place à l’autre, et choisissent chacune leur futur partenaire qui est toujours le mâle dominant ; elles finissent par s’accoupler vers la mi-mai. Les femelles pondent à même le sol, dans un amas de brindilles, souvent cachées dans un fourré où elles peuvent être alors très vulnérables, elles peuvent s'installer jusqu'à 2 160 m d'altitude. 
Fin mai, les poules commencent à pondre de 3 à 10 œufs ; la couvaison dure environ 26 jours. Les poussins sont nidifuges, mais restent accompagnés par leur mère jusqu’à l’automne où ils se dispersent.

### Prédateurs naturels
L'homme, autours, renards, sangliers, mustélidés, corneilles et pies pour les couvées et les œufs.

## Répartition, habitat

### Répartition
Le tétras n’est présent qu’en Eurasie, où il peuple une grande partie de la Russie, le nord du Kazakhstan, de la Mongolie et de la Chine.
- En Europe: absent de la péninsule ibérique, le petit coq de bruyère habite la Grande-Bretagne, les Alpes, la Scandinavie, les Pays baltes, l’Europe centrale et orientale, mais aussi l’Allemagne, la Belgique (très localement : plateau des Hautes-Fagnes où ne subsiste qu'une petite population comptant une vingtaine de mâles en 2011, sur les 200 comptabilisés en 1970[2]), les Pays-Bas et le Danemark où les populations sont isolées mais témoignent d’un passé glorieux.
- En France : présents sur une grande partie du massif alpin (du Chablais au Var), ils sont néanmoins vulnérables à cause de l’aménagement touristique ; bien plus localement dans le massif ardennais, ils y sont en forte régression.
- En Suisse : plus ou moins présents dans toutes les Alpes suisses.

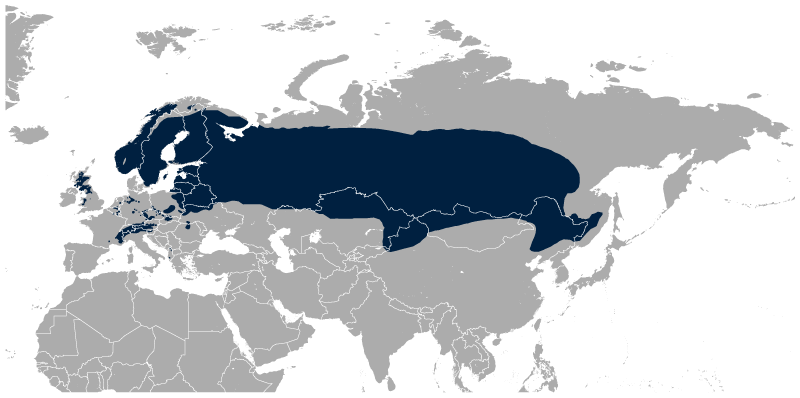
Aire de distribution du tétras lyre.

### Habitat
Dans les Alpes, le tétras-lyre a besoin d'un domaine vital d'au moins 3 000 hectares, comprenant des forêts de conifères avec clairières.[réf. souhaitée] En Lettonie, les microréserves établies pour la protection du tétras peuvent inclure des zones-tampons allant jusqu'à 300 hectares.
On le trouve jusqu'à 2 300 m d'altitude, limite supérieure des arbres, zone des rhododendrons et des aulnes verts. Il est très lié à la présence d'arbustes de la famille des éricacées (airelle, myrtille, canneberge, bruyères, callune...).
Le Tétras lyre peuple les clairières et les lisières des forêts de conifères mêlées de bouleaux, les landes humides parsemées d'arbres.[réf. nécessaire]

## Systématique
- L'espèce Lyrurus tetrix a été décrite en 1831 par le biologiste britannique William John Swainson.

### Synonyme
- Tetrao tetrix Linné, 1758 protonyme

### Taxonomie
Il existe huit sous-espèces reconnues :
- Tetrao tetrix baikalensis
- Tetrao tetrix britannicus
- Tetrao tetrix fedjuschini
- Tetrao tetrix mongolicus
- Tetrao tetrix tetrix
- Tetrao tetrix tschusii
- Tetrao tetrix ussuriensis
- Tetrao tetrix viridanus

## Le Tétras lyre et l'Homme

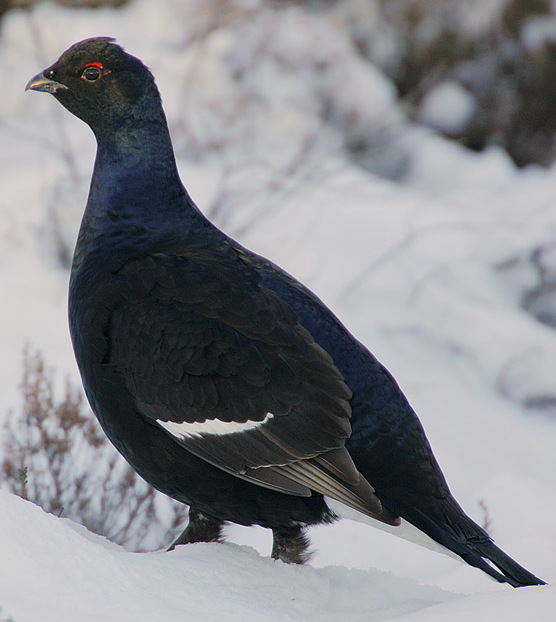
Petit coq de bruyère.

### Principales menaces
Les populations de tétras-lyre sont très sensibles au déboisement et au développement du pâturage extensif qui détruit la végétation basse indispensable à l'oiseau.
Aujourd'hui, les menaces sont donc le morcellement et la destruction de l'habitat, la chasse abusive mais surtout les dérangements car son domaine vital se trouve souvent en partie intégré dans les domaines skiables des stations ce qui fragmente son habitat. Les comptages effectués ont montré une densité de 0,95 tétras-lyre pour 100 hectares, dans les secteurs des stations de ski, alors que généralement elle est de 3,25 dans les zones vierges.
Souvent victime de collisions mortelles avec les câbles de remontées mécaniques, son principal ennemi est, l'hiver, le skieur hors-piste, l'amateur de poudreuse fraîche et, l'été, le randonneur. En effet, dès les premiers froids de l'automne, les tétras-lyres se regroupent pour survivre et recherchent des zones d'hivernage où la neige reste poudreuse. Dès les premières neiges, il s'enfouissent dans un trou creusé sous la neige pour se protéger du froid et d'éventuels prédateurs. Il peut passer la nuit entière et une bonne partie de la journée immobile dans cet abri s'il fait mauvais temps. Il économise ainsi ses graisses qui le protègent du froid et constituent ses principales réserves d'énergie.

#### Ledérangement
- Du printemps à l'automne, l'oiseau est trop souvent dérangé par les randonneurs, cueilleurs, chasseurs et en particulier les chiens laissés en liberté ; une des conditions de sa survie est alors l'existence de refuges et d'une végétation haute au sol.
- En hiver, le tétras-lyre a un réflexe de fuite quand quelqu'un s'approche de l'abri qu'il a creusé dans la neige poudreuse. La pratique du ski hors-piste et de la raquette et la création de pistes dans ses habitats multiplient les risques de dérangement pour cette espèce à un moment crucial pour sa survie. Ces envols intempestifs, surtout s'ils sont répétés compromettent gravement l'équilibre énergétique du tétras-lyre en interrompant ses phases de repos, en lui faisant perdre ses réserves de graisse, en créant du stress et en obligeant à la dispersion des groupes.

Dans les Alpes, le dérangement est, comme pour le grand tétras dans le Jura et les Vosges, le principal facteur de la diminution de la population de tétras lyre.

### État des populations, conservation, protection
L'Union internationale pour la conservation de la nature classe le tétras lyre comme préoccupation mineure. La population européenne est estimée entre 325 000 et 740 000 couples. En Wallonie, l'espèce est jugée en danger critique.
Pendant longtemps l'exploitation traditionnelle des alpages par l'homme a favorisé des conditions de vie idéales au tétras-lyre. Dans certaines régions des Alpes des mesures ont commencé à être prises pour la sauvegarde du tétras-lyre, telles :
- préservation de zones vierges de toutes activités humaines ;
- interdiction des zones d'hivernage aux skieurs hors-piste ;
- dans certaines zones, limitation du passage des randonneurs aux sentiers balisés et interdiction des chiens en liberté ;
- dans certaines zones, retardement de la montée des troupeaux en alpage ;
- installation sur les câbles de spirales ou de bouchons, bien visibles par les oiseaux, afin de limiter les collisions.

#### Réponses aux pressions
Le tétras-lyre est l'une des espèces mentionnées à l'annexe 1 de la directive européenne 79/409, laquelle implique de prendre « des mesures de conservation spéciale concernant leur habitat, afin d'assurer leur survie et leur reproduction dans leur aire de distribution ». Ainsi en Lettonie, qui en 2010 a 13 plans de conservation d'espèces animales, il fait depuis 2004 l'objet de l'un de ces plans de protection.

### Chasse
La sous-espèce britannique reste classée comme gibier, ce qui permet de la chasser.
En France, le tétras-lyre est classé « gibier de montagne » et en tant que tel soumis à un « plan de chasse » qui fixe chaque année un nombre d'oiseaux pouvant être tués.

### Image culturelle
Le tétras-lyre est l'emblème de la ville de Wiesmoor, construite au milieu des marais dont la tourbe a assuré le développement au début du XXème siècle.

### Espèce proche
- Grand Tétras